# Bursi Katalin
Bursi Katalin, N. Bursi Katalin (Budapest, 1946. november 22. – ?, 2022. október 20.) szinkronrendező.

## Filmjei

### Rendezőasszisztensként
- A kacsaleves (1933)
- Asszonylázadás (1939)
- A kétarcú asszony (1941)
- Örök visszatérés (1943)
- Stan és Pan, a táncmesterek (1943)
- Csalók és csalik (1954)
- Gyermekbíróság (1955)
- Forró hegyek (1956)
- Halál a kertben (1956)
- Csendes Don (1957)
- A lovascsendőr (1961)
- Doni elbeszélés (1964)
- Hajrá, franciák! (1964)
- A szex és a hajadon (1964)
- Három szoba Manhattan-ben (1965)
- Marco Polo (1965)
- A Quiller jelentés (1966)
- A tigris (1967)
- Tréfacsinálók (1967)
- Bruno, a vasárnapi gyerek (1969)
- Santa Vittoria titka (1969)
- Menekülés (1970)
- Az ügyvéd (1970)
- Minnie és Moskowitz (1971)
- Nászéjszaka a börtönben (1971)
- Meghalt egy ember (1972)
- Terefere (1972)
- Nyugállományban (1974)
- Felkavart víz (1975)
- A Rosenberg-házaspár (1975)
- A vasprefektus (1977)
- Őrült nők ketrece (1978)
- Az újságíró (1979)

### Szinkronrendezőként
- A 42. utca foglya (1933)
- Hórukk! (1934)
- A Vörös Pimpernel (1934)
- Téboly (1936)
- Miénk a világ! (1937)
- A halál kocsisa (1939)
- Négy toll (1939)
- Péntek Rézi (1941)
- Caesar és Kleopátra (1945)
- Ádám bordája (1949)
- A harmadik ember (1949)
- Salamon király kincse (1950)
- Göröngyös légi utak (1951)
- Királyi esküvő (1951)
- A fehér rénszarvas (1952)
- A fehér sejk (1952)
- A földkerekség legnagyobb show-ja (1952)
- Szépek szépe (1952)
- Rob Roy (1953)
- Bíborsivatag (1954)
- Az aranykezű férfi (1955)
- A negyvenegyedik (1956)
- Börtönrock (1957)
- Ha a lányok hadgyakorlatra indulnak (1958)
- Hosszú, forró nyár (1958)
- Az el nem küldött levél (1959)
- A kertész és a kis emberkék (1959)
- Öt penny (1959)
- A botrány szele (1960)
- Gyilkosság, mondta a hölgy (1961)
- Én és a gengszter (1962)
- Kezek a város felett (1963)
- Hurrá, nyaralunk! (1964)
- Egy fogorvos kalandjai (1965)
- Az elrabolt expresszvonat (1965)
- A hulladékgyűjtőben (1965)
- A kém, aki a hidegből jött (1965)
- A mák virága is virág (1966)
- Utánam, fiúk! (1966)
- Dobogó szívvel (1967)
- Egy könnycsepp az arcodon (1967)
- A halál csöndje (1968)
- Sirály (1968)
- Tetőnk, a csillagos ég (1968)
- Winnetou és Old Shatterhand a halál völgyében (1968)
- Barátom, Charlie Brown (1969)
- A bika jegyében (1969)
- Butch Cassidy és a Sundance kölyök (1969)
- Édes Charity (1969)
- A hatalom ára (1969)
- Kisvárosi felügyelő (1969)
- Mackenna aranya (1969)
- Madarak, árvák, bolondok (1969)
- A tréfa (1969)
- Az elmúlt nyár édes játékai (1970)
- Robin Hood, a tüzes íjász (1970)
- Csakazértis nagypapa (1971)
- Egy válás meglepetései (1971)
- Nyakék kedvesemnek (1972)
- Síparadicsom (1972)
- Snoopy, gyere haza! (1972)
- Az ötödik támadás (1973)
- Don Sebastian alkui (1974)
- Magánbeszélgetés (1974)
- Mi ez, ha nem szerelem? (1974)
- Nem fáj a feje a harkálynak (1974)
- Különös férfi (1975)
- Menekülés (1975)
- Tükör (1975)
- Berenice levágatja a haját (1976)
- Özvegyasszonyok (1976)
- A svihák (1976)
- 2:1 a rendőrség javára (1977)
- Elcsábíthatók (1977)
- Ligabue élete (1977)
- Micimackó (1977)
- Új szörnyetegek (1977)
- Buddy Holly története (1978)
- Én félek a farkastól (1978)
- Itt az otthonod! (1978)
- Kakas a kosárban (1978)
- A kegyelmes asszony (1978)
- Kék uszony (1978)
- Névtelen csillag (1978)
- A vihar szele megérinti a házat (1978)
- Ali baba és a negyven rabló (1979)
- Apa és fia (1979)
- Butch és Sundance: a korai idők (1979)
- Műtét mindenáron (1979)
- A nagymama unokája (1979)
- Öt este (1979)
- Retúrjegy (1979)
- A te neved Jonah (1979)
- A tenger asszonya (1979)
- Zorán, a zsoké fia (1979)
- Borivoje Surdilovic kalandos élete (1980)
- Határsáv (1980)
- Ház a mezőn (1980)
- Igen? Én ilyen férj vagyok (1980)
- A köd (1980)
- A lóvátett város (1980)
- Maci Laci első karácsonya (1980)
- A menyasszony (1980)
- Őrült nők ketrece 2. (1980)
- Repülve jön egy madárka (1980)
- 26 nap Dosztojevszkij életéből (1981)
- Bábel tornya (1981)
- Befejezetlen játszma (1981)
- Egy csendes kiadó szoba (1981)
- Éjszaka a tengerparton (1981)
- A féltékenység tangója (1981)
- Következetes emberek (1981)
- Menekülés New Yorkból (1981)
- Othello (1981)
- Ott egy gyilkos (1981)
- Szerelem az éjszakában (1981)
- Titánok harca (1981)
- Valentyina (1981)
- 48 óra (1982)
- Akarsz a barátom lenni? (1982)
- Amikor még nem volt háború (1982)
- Az egyiptomi utas (1982)
- Hol vannak a gyerekeim? (1982)
- Ki kém, ki nem kém (1982)
- Maci Laci ajándéka (1982)
- A nők a vétkesek (1982)
- Őszi napfény (1982)
- Szent Lőrinc éjszakája (1982)
- Tengeri ördögök (1982)
- Váratlan vendég (1982)
- Búcsú Matyorától (1983)
- Comenius élete (1983)
- Fehér toll (1983)
- Hóhányók és hóvirágok (1983)
- Kedves jó Télapó (1983)
- Kék villám (1983)
- Magániskola (1983)
- Tanúk nélkül (1983)
- Befejezés nélkül (1984)
- Az első lovashadsereg (1984)
- Gyilkos rock (1984)
- Mondj igazat! (1984)
- A pajzán Dagobert király (1984)
- A siker (1984)
- Goro kutya kalandjai (1984)
- Zűrös hétvége (1984)
- Egy boldoggá tett férfi (1985)
- Kairó bíbor rózsája (1985)
- A korzikai testvérek (1985)
- Montreáli bankrablás (1985)
- Natty Gann utazása (1985)
- A papa szolgálati útra ment (1985)
- A torony (1985)
- Tükrökkel csinálták (1985)
- Vérbeli sztár (1985)
- Az édenkert szögletében (1986)
- Egérmese (1986)
- Az igazi kék (1986)
- Nőstényfarkasok (1986)
- A pénz színe (1986)
- A türkiz nyakék (1986)
- Világautó (1986)
- Arizonai ördögfióka (1987)
- És ha nem kel fel többé a nap (1987)
- Játékos végzet (1987)
- Lévy és Góliát (1987)
- Mostohák gyöngye (1987)
- A nősülés örömei (1987)
- Rumba (1987)
- Boszorkányság (1988)
- Egy bűnös (1988)
- Elsötétülés (1988)
- Fura farm (1988)
- Hasfelmetsző Jack (1988)
- Könnyek az esőben (1988)
- Meghalni a szerelemért (1988)
- Őslények országa (1988)
- Szerencsefia (1988)
- Végzetes másodpercek (1988)
- A bal lábam (1989)
- Forrongó évszak (1989)
- Három szökevény (1989)
- A jég alatt (1989)
- A szerelem tengere (1989)
- Tűzről pattant hölgy (1989)
- Gyerek az éjszakában (1990)
- A fekete bársonyruha (1991)
- Fogd a nőt és fuss (1991)
- Az éjszaka és a város (1992)
- Elvarázsolt április (1992)
- Férfias játékok (1992)
- Szerelem-hal (1992)
- Matiné (1993)
- Veszett kutya és Glória (1993)
- Eső előtt (1994)
- György király őrült évei (1994)
- A kertben (1995)
- A kiirthatatlan (1995)
- Leszámolás (1995)
- Szabadnak születtek (1995)
- A szertartás (1995)
- A zongora alatt (1996)
- Micimackó visszatér (1997)
- Babilon folyói (1998)
- Diszkópatkányok (1988)
- Gengszterképző (2002)
- Vasakaratú angyalok (2004)
- Hülyék paradicsoma (2006)
- Lehallgatás (2006)
- Lottó ötös (2006)
- Beépített múlt (2010)
- Halálos sebesség (2010)
- Lányok forró szoknyában (2010)